# Lomographa circumvallaria
Lomographa circumvallaria är en fjärilsart som beskrevs av Pieter Cornelius Tobias Snellen 1874. Lomographa circumvallaria ingår i släktet Lomographa och familjen mätare. Inga underarter finns listade i Catalogue of Life.